# Melanotaenia synergos
Melanotaenia synergos är en fiskart som beskrevs av Allen och Unmack 2008. Melanotaenia synergos ingår i släktet Melanotaenia och familjen Melanotaeniidae. Inga underarter finns listade i Catalogue of Life.